# الانتخابات في البحرين

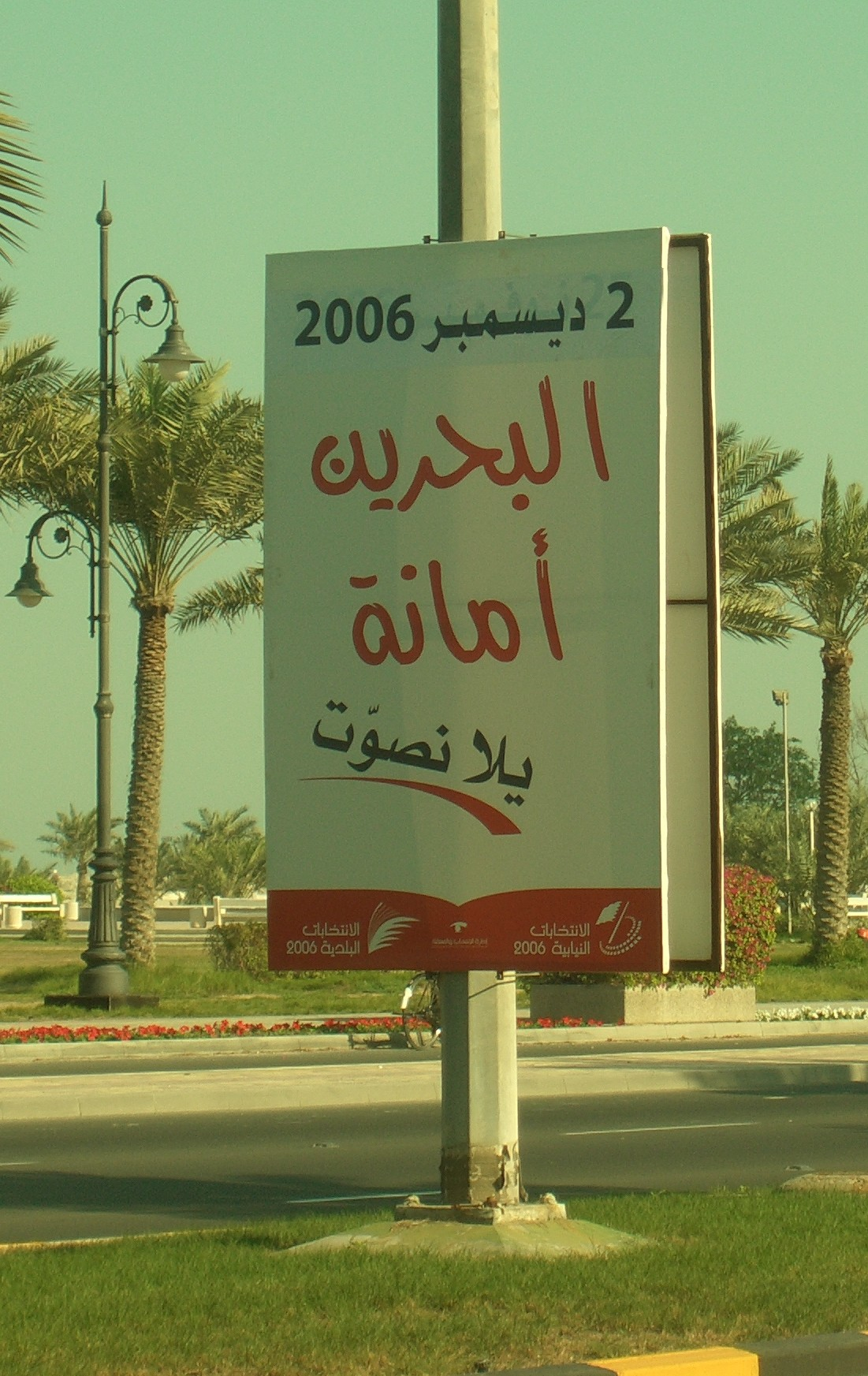
لافتة من انتخابات البحرين 2006

المجلس الوطني يتكون من مجلسين أحدهما مجلس النواب ويتكون من 40 عضوا منتخبا في الدوائر ذات مقعد واحد لمدة أربع سنوات والآخر مجلس الشورى ويتكون من 40 عضوا يعينهم ملك البحرين بهدف إعطاء صوت للأقليات والخبراء في العملية التشريعية. أنصار النظام يشيرون إلى أن هذا النظام مطبق في الديمقراطيات الراسخة كالمملكة المتحدة وكندا. معارضو هذا النظام يشيرون إلى أنه يختلف عن أنظمة المجلسين في المملكة المتحدة وكندا حيث أن النظام البحريني يعطي مجلس الشورى السلطة غير المنتخبة صلاحيات تشريعية متساوية أو أكثر من مجلس النواب المنتخب والسماح للملك للسيطرة على جميع التشريعات. يشير أيضا إلى أن المعارضين اعترضوا على فرض النظام الحالي من جانب واحد من قبل الملك مخالفا دستور عام 1973 بينما صدر الدستور الجديد في عام 2002 بعد اتفاق ما بين الملك والمعارضة.

## الانتخابات الأخيرة
سجل 266 مرشحا للانتخابات للفوز بأربعين مقعد في مجلس النواب بما في ذلك 22 امرأة. مثل 36 مرشح فقط الجمعيات السياسية بينما الباقون كانوا مستقلين.

## الانتخابات السابقة

### الانتخابات البرلمانية لعام 2002
قاطعت الانتخابات جمعيات جمعية الوفاق الوطني الإسلامية وجمعية العمل الوطني الديمقراطي وجمعية التجمع القومي الديمقراطي وجمعية العمل الإسلامي. زعموا أن دستور 2002 يعطي الكثير من السلطة للمشرعين غير منتخبين في مجلس الشورى وطالبوا بإصلاح الدستور.

### الانتخابات البرلمانية لعام 2006
مع دخول الوفاق الساحة السياسية بعد مقاطعة انتخابات 2002 أثار المرشحين المتنافسين الانتباه إلى جدول أعمالهم وخاصة علاقتهم بأعلى هيئة دينية شيعية في البحرين المجلس العلمائي. ادعى العديد من المرشحين أنهم كانوا يجبرون على الانسحاب بما في ذلك جاسم عبد العال من كتلة الاقتصاديون من قبل رجال الدين المؤثرين الذين وجهوا في تجمعاتهم الناخبين على انتخاب أعضاء جمعية الوفاق الموصوفين بالقائمة الإيمانية.
جمعية العمل الإسلامي الشيعية المقربة من التيار الشيرازي كانت الأكثر انتقادا للمجلس العلمائي حينما صرح رئيسها الشيخ محمد علي محفوظ قائلا: «ينبغي للمجلس العلمائي أن لا يملي على الناس مرشحيهم وينبغي أن يسمح لهم باختيار المرشح الأكفأ حسب وجهة نظرهم الشخصية وبأنهم يريدون تحويل المجلس إلى مظلة حزبية. نحن في كثير من الأحيان نلوم الحكومة على تعيين 40 عضوا في مجلس الشورى ولكن نحن نفعل نفس الشيء باختطاف حق الشعب في خياراتهم بأنفسهم».
الوفاق بدورها نفت ترهيب المعارضين. زعيمها الشيخ علي سلمان قال في مؤتمر صحفي «دعونا نوضح لتلك الحملات ضدنا بأننا نحترم منافسينا أيا كانوا وسوف نفعل أي شيء لإلحاق الأذى بهم».
حملة الوفاق تركزت على رفع مستوى الأسر ذات الدخل المنخفض حيث تحدث مرشح الحزب الدكتور جاسم حسين رئيس قسم الأبحاث الاقتصادية بجامعة البحرين قائلا: «الناس اليوم يدفعون فواتير إيجار المساكن والكهرباء والهاتف والانترنت والماء بالإضافة إلى رسوم أخرى. يتوجب عليهم أيضا شراء الطعام والملابس ودفع أقساط السيارة وحتى الترفيه. ولكن هذا أمر مستحيل لأن رواتبهم ليست كافية». وقال الدكتور حسين أن التعقيدات الحكومية هي المشكلة خاصة بعد تقرير التنمية البشرية الأخير للأمم المتحدة لعام 2006 حيث تحتل البحرين المركز 39 من بين 177 دولة والمرتبة الثانية بعد الكويت في العالم العربي. وقال الدكتور حسين أن البلاد يمكن أن تكون أفضل في المستقبل: «إن الحكومة يجب أن تعطي المزيد من المال على التعليم والتدريب بدلا من الدفاع والشرطة نحن لا نقول أن الدفاع والشرطة ليست مهمة لكنها يجب أن توليها اهتمام أقل».
ردت الحكومة على الانتقادات على الرعاية الاجتماعية من خلال الإعلان عن أنه سوف يتم وضع تشريعات بحيث تصبح البحرين أول دولة عربية تقدم إعانات للعاطلين عن العمل. وفقا للخبير الاقتصادي علاء اليوسف فإن البحرين لديها معدل البطالة يبلغ 15٪ أغلبهم من النساء. تم تفسير إعلان الحكومة بأنها خطوة استباقية لتحرك متوقع من البرلمان الجديد لوضع تشريع إعانات العاطلين عن العمل والتي من شأنها أن تسمح للنواب بالمطالبة بالفضل. تشريع إعانات العاطلين عن العمل لم يكن من أهداف بقية المترشحين حيث صرح مرشح كتلة الاقتصاديين عباس عياد من مدينة حمد بأن هذه الخطوة تدل على نهج الحكومة في الإقرار بوجود مشاكل بعد حدوثها ولكن فشلوا في اتخاذ تدابير وقائية لوقفها في المقام الأول. بدلا من ذلك دعا عياد لزيادة الاستثمار في التدريب والتعليم للعاملين البحرينيين قائلا: «تدريبهم والاستغناء عن العمالة الوافدة ونرى ما إذا كان بإمكانهم القيام بعملهم أم لا».
وقد صرح الوفاق والأطراف الثلاثة الأخرى التي قاطعت انتخابات عام 2002 أنها سوف تستغل وجودهم في برلمان 2006 للقيام بحملة لجعل المجلس الوطني يتكون من غرفة واحدة وذهب الوفاق أبعد من ذلك والتزمت بإصلاح القضاء. الوفاق يريد مجلس قضاء أعلى منتخب من قبل جميع القضاة في البلاد بدلا من تعيينه من قبل رئيس مجلس الإدارة العليا لها وهو الملك حمد. اقترح مرشح الوفاق حيدر الستري أن الرئيس المنتخب للمجلس ينبغي أن يكون مستقلا لكي لا يتأثر بالمجلس الوطني أو الحكومة قائلا: «البحرين دولة نامية وأيضا النظام القضائي الذي نأمل أن يكون مستقل تماما».
رئيس البرلمان المنتهية ولايته خليفة الظهراني فاز في التحدي القوي في دائرته الانتخابية في الرفاع على الشيخ سلمان بن صقر آل خليفة عضو أسرة آل خليفة والصحفي مع صحيفة الوسط. وقال الشيخ سلمان بأن عضو العائلة الحاكمة كان يأمل بالمشاركة في الانتخابات بتحفيز أعضاء آخرين من الأسر الحاكمة في دول الخليج العربي بخوض الانتخابات الوطنية و«انهاء تقليد بعدم العمل في القطاعات العامة».
الظهراني الذي يدعمونه الإسلاميين السنة لديه تحد آخر في البقاء رئيسا لمجلس النواب بعد أن انتقد أدائه السابق لفشله في السيطرة على النواب الإسلاميين المتشددين أثناء المناقشات. زعيم جمعية الوفاق علي سلمان فكر في ترشيح نفسه لانتخابات منصب رئيس مجلس النواب.
كان أعضاء جمعية الوفاق ماهرون في كيفية انتقاد الحكومة حيث استغل علي سلمان المناظرة التلفزيونية على تلفزيون البحرين باتهام الحكومة بأنها كسولة وفشلت في الوفاء بالتزاماتها في مجال التعليم والتوظيف. هذا هو الموضوع الرئيسي الذي يواصل فيه أعضاء جمعية الوفاق الحديث عنه في مناقشات مجلسي النواب حيث قال سلمان: «إذا وجدنا التعاون اللازم [من الحكومة] فنحن سنكون إيجابيون للغاية. ولكن إذا وجدنا أن الحكومة أو أحد وزرائها يماطل في تحقيق مصالح الناس فإننا سوف نحملهم كامل المسؤولية».
شهدت الانتخابات إقبال بنسبة 72٪ في الجولة الأولى من الاقتراع. وكما كان متوقعا من قبل معظم المراقبين هيمن الإسلاميون الشيعة والسنة على الانتخابات بالفوز اكتساحا في الجولة الأولى من التصويت بينما فقد جميع النواب السابقين الليبراليون والشيوعيون مقاعدهم. استطاع أربعة مرشحين من جمعية العمل الوطني الديمقراطي اليسارية المعروفة باسم وعد التأهل إلى جولة الإعادة التي عقدت في 2 ديسمبر 2006.

### الانتخابات البرلمانية لعام 2010
حزب المعارضة الرئيسي حركة حق وعدة أحزاب معارضة أخرى مثل تيار الوفاء الإسلامي وحركة أحرار البحرين وحركة خلاص وجمعية العمل الإسلامي قررت مقاطعة الانتخابات.
حدثت أعمال الشغب بعدها تم القبض على العديد من الناطقين باسم المعارضة بعد أن تحدثوا عن قضايا حقوق الإنسان في البحرين. قال رئيس حزب الوفاق أن الطريقة التي تم التعامل مع الحملة الأمنية المستمرة وانتهاكات حقوق الإنسان التي رافقتها في أسبوع واحد دمر 10 سنوات من التقدم في هذا البلد.
كانت هناك أيضا المزيد من الاعتقالات والقمع للأغلبية الشيعية. حذر النشطاء السياسيين الشيعة والمراقبين الدوليين لحقوق الإنسان من الانجراف إلى السلطوية الكاملة. ومع ذلك ادعى وزير الخارجية الشيخ خالد بن أحمد آل خليفة أن الاعتقالات غير مرتبطة بالانتخابات. لاحظت منظمة العفو الدولية وهيومن رايتس ووتش ومشروع الديمقراطية في الشرق الأوسط أن الاعتقالات والقمع الحكومي كان من أجل الانتخابات.
قال الأمين العام لجمعية الوفاق علي سلمان أن الحكومة يجب أن تكون مشتركة مع الشعب في تصريح اعتبر تحد واضح لأسرة آل خليفة الحاكمة: «من غير المقبول أن القوة تكون حكرا على عائلة واحدة التي نحن مدينون لها بالاحترام والتقدير. نحن نتطلع إلى اليوم الذي يحلم به أي طفل من عامة الشعب سواء كان من السنة أو الشيعة أن يصبح رئيسا للوزراء».
تم انتخاب أربعين نائبا في 24 أكتوبر حيث احتاج البعض لجولة إعادة في 30 أكتوبر. تنافس ما مجموعه 127 مرشحا في الانتخابات النيابية كما أجريت الانتخابات البلدية في نفس الموعد.
بلغ عدد الناخبين 318 ألف ناخب يحق لهم التصويت. رئيس اللجنة الانتخابية ووزير العدل الشيخ خالد بن علي آل خليفة قدم تقديرا أن نسبة المشاركين بلغت 67% وهي أقل عن عام 2006 التي بلغت نسبة المشاركة 72٪ وأعلى من نسبة المشاركة في عام 2002 التي بلغت 53.4٪.
فازت جمعية الوفاق الوطني الإسلامية بـ18 مقعد من أصل 40 مقعد بزيادة مقعد واحد عن الانتخابات السابقة. فاز الشيعة والمرشحين المستقلين بغالبية المقاعد للمرة الأولى.

### الانتخابات البرلمانية لعام 1973
جرت الانتخابات البرلمانية الأولى من نوعها في البحرين في ديسمبر 1973. تم انتخاب ثلاثين عضوا في المجلس الوطني من خلال امتياز يقتصر على المواطنين الذكور. أصبح 14 وزيرا من الحكومة أعضاء في المجلس الوطني ليصل مجموع أعضائه إلى 44 عضوا.